# Chartreuse de Meyriat

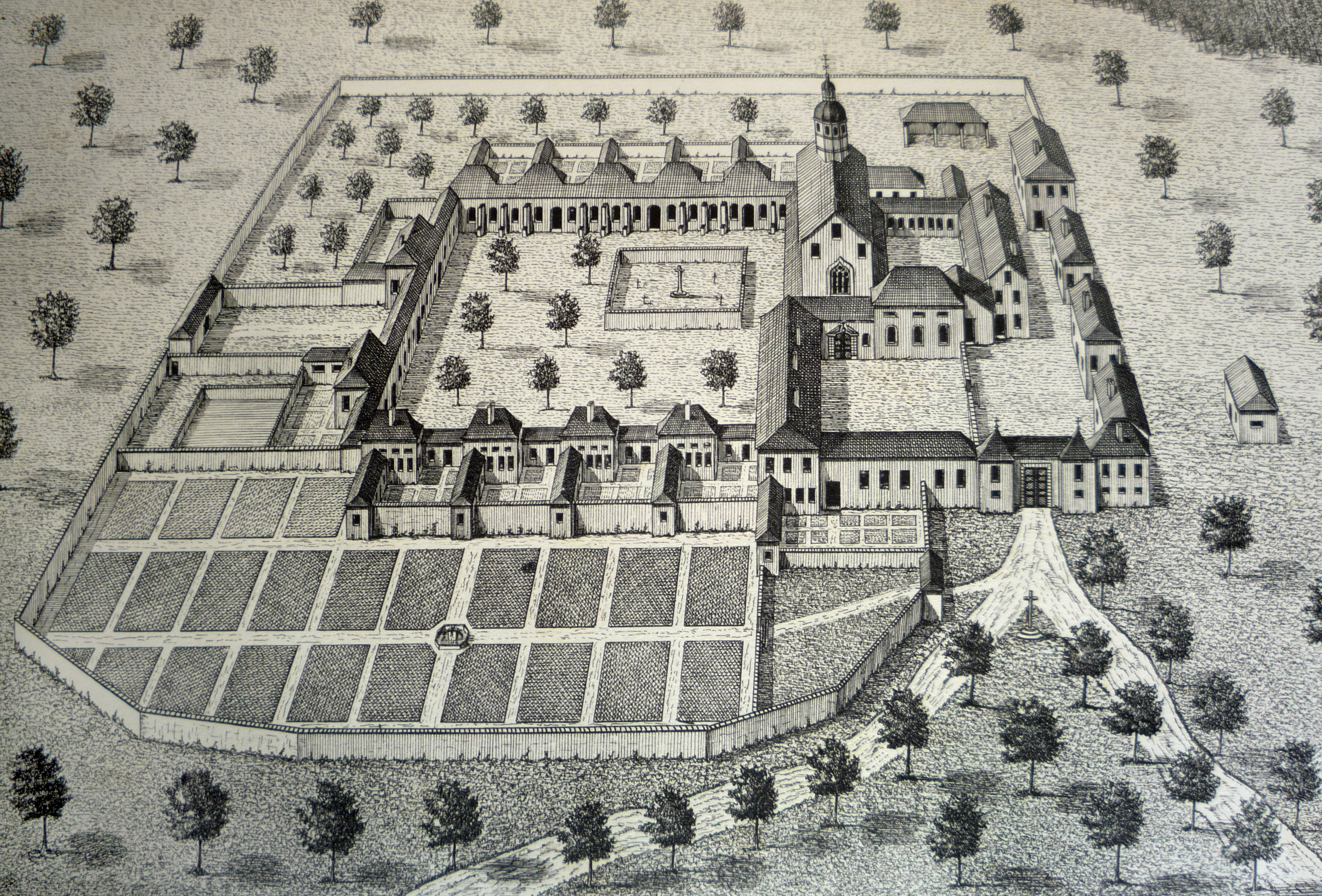
Das Kloster im 18. Jahrhundert

Die Chartreuse de Meyriat ist ein ehemaliges Kloster des Kartäuserorden. Es befand sich in der Gemeinde Vieu-d’Izenave im Département Ain. In der heutigen Zeit sind nur noch Ruinen vorzufinden.

## Geschichte
Die Kartause wurde 1116 als eine der Ersten gegründet. Einer der Gründer war Ponce de Balmey, ein Kanoniker von Lyon. Die beiden Brüder de Ponce (Garnier de Balmey und Guillaume de Balmey) unterstützen ebenfalls das Projekt. Das erste Priorat wurde unter den Namen des Heiligen Stephanus und das Zweite unter den Namen der Heiligen Maria genannt.
Die Kartause stand unter dem Schutz der Bischöfe von Genf, Belley sowie den Äbten von Ambronay, Cluny und vor allem unter dem des Erzbischofs von Lyon. Sie erhielt Privilegien von lokalen Herren wie von Coligny, Thoire und Villars und von den Grafen von Savoyen.
Am Ende des 12. Jahrhunderts wurde von hier aus auf Wunsch von Guy d'Aoste die Chartreuse d'Aillon im Bauges besiedelt.
Die Bedeutung der Kartause für die Region blieb bis zur Französischen Revolution erhalten. 1791 wurden die religiösen Gemeinschaften verboten und die Kartause verlassen. Später wurde die Kartause zerstört und geplündert. Heute sind nur noch einige Ruinen übrig.